# Акира Мацунага
Акира Мацунага (на японски: 松永 行) е японски футболист.

## Национален отбор
Записал е и 2 мача за националния отбор на Япония.
| Япония | Япония | Япония |
| Година | Мачове | Голове |
| ------ | ------ | ------ |
| 1936   | 2      | 1      |
| Общо   | 2      | 1      |